# Furacão de Cuba–Brownsville de 1933
O furacão Cuba–Brownsville de 1933 foi uma das duas tempestades na temporada de furacões no oceano Atlântico de 1933 a atingir a intensidade da Categoria 5 na escala Saffir-Simpson. Formou-se em 22 de agosto na costa oeste da África, e durante grande parte de sua duração manteve uma trilha oeste-noroeste. O sistema se intensificou em uma tempestade tropical em 26 de agosto e em um furacão em 28 de agosto. Passando ao norte das Pequenas Antilhas, o furacão intensificou-se rapidamente à medida que se aproximava das ilhas Turcas e Caicos. Alcançou a categoria 5 status e seus ventos de pico de 160 mph (260 km/h) em 31 de agosto. Posteriormente, enfraqueceu antes de atingir o norte de Cuba em 1 de setembro com ventos de 120 mph (190 km/h). No país, o furacão deixou cerca de 100.000 pessoas desabrigadas e mataram mais de 70 pessoas. Os danos foram maiores perto do caminho da tempestade, e os fortes ventos destruíram casas e deixaram áreas sem energia. Os danos foram estimados em $ 11 milhão.
Depois de sair de Cuba, o furacão entrou no Golfo do México e se intensificou. Em 2 de setembro, voltou a atingir ventos de 140 mph (230 km/h). Inicialmente, o furacão representou uma ameaça para a área ao redor de Corpus Christi, Texas, e o analista local do Departamento de Meteorologia dos Estados Unidos aconselhou as pessoas a ficarem longe da costa do Texas durante o movimentado fim de semana do Dia do Trabalho. As autoridades declararam lei marcial na cidade e evacuações obrigatórias. No entanto, o furacão virou mais para oeste e atingiu perto de Brownsville no início de 5 de setembro com ventos estimados em 201 km/h (125 mph). Ele se dissipou rapidamente após causar grandes danos no Vale do Rio Grande. Ventos fortes causaram grandes danos à cultura de citrinos. O furacão deixou $ 16,9 milhões em danos e 40 mortes no sul do Texas.

## História meteorológica
As origens do furacão foram de um distúrbio tropical perto da costa oeste da África em 20 de agosto. Dois dias depois, o sistema se organizou o suficiente para ser classificado como uma depressão tropical a sudoeste de Cabo Verde. Pelos próximos dias, o sistema moveu-se para oeste-noroeste com pouca mudança na intensidade. Estima-se que a depressão se intensificou em uma tempestade tropical em 26 de agosto, a meio caminho entre as Pequenas Antilhas e Cabo Verde. Inicialmente, a tempestade foi alongada, embora a partir de 28 de agosto começou a se intensificar mais rapidamente. Naquela noite, a tempestade atingiu o status de furacão, e muitos navios próximos relataram ventos fortes.
Em 29 de agosto, o furacão passou ao norte das Pequenas Antilhas ao se aproximar do sudeste das Bahamas. Passou por rápido aprofundamento : em um período de 24 horas com início no final de 29 de agosto, os ventos aumentaram de 169 km/h (105 mph) a 240 km/h (150 mph). Também se tornou uma pequena tempestade, já que a Ilha Grand Turk relatou ventos de 56 mph (90 km/h) enquanto o furacão passou ligeiramente ao norte em 30 de agosto. Às 01h30 UTC no dia seguinte, um navio perto de Mayaguana relatou uma pressão barométrica de 930 mbar (27 inHg) e ventos com força de furacão. A pressão normalmente sugere ventos de 152 mph (245 km/h), mas como não foi relatado no olho e a tempestade foi menor que o normal, os ventos foram estimados em 160 mph (260 km/h). Os ventos do furacão são classificados como Categoria 5 na Escala de Furacões de Saffir-Simpson, uma das duas tempestades da temporada de 1933.
Depois de manter ventos de pico por cerca de 12 horas, o furacão começou a enfraquecer ao passar pelo sul das Bahamas. Por volta de 1200 UTC em 1 de setembro, o furacão atingiu o norte de Cuba perto de Sagua La Grande, com ventos de cerca de 120 mph (190 km/h). O olho moveu-se ao longo da costa norte de Cuba, cruzando Matanzas. Pouco depois, a tempestade atingiu o Estreito da Flórida e no final de 1 de setembro o furacão passou por volta de 26 km (16 mi) ao norte de Havana. Depois de entrar no Golfo do México, o furacão se intensificou, e um navio relatou uma pressão de 948 mbar (28.0 inHg) no final de 2 de setembro ; isto sugeriu ventos de cerca de 140 mph (230 km/h). O furacão virou mais para oeste em 3 de setembro, e ao se aproximar do sul do Texas, enfraqueceu ligeiramente à medida que desacelerou. Às 0400 UTC em 5 de setembro, o furacão atingiu a costa final na Ilha de South Padre, no sul do Texas, com ventos estimados em 201 km/h (125 mph). Ela enfraqueceu rapidamente por terra enquanto cruzava para o nordeste do México, e a tempestade se dissipou no final de 5 de setembro.

## Impacto

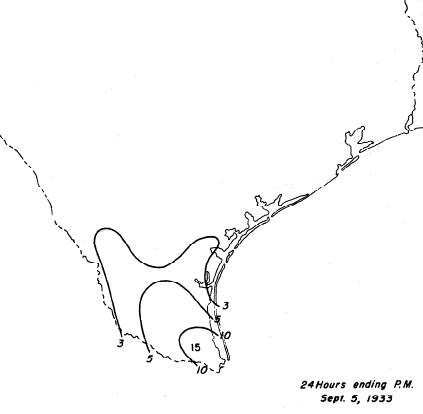
Total de chuvas no sul do Texas

Ao longo de seu caminho, o furacão matou pelo menos 179 pessoas coletivamente nas Ilhas Turks e Caicos, em Cuba e no sul do Texas. Afetou pela primeira vez as Turcas e Caicos, produzindo ventos de 54 mph (87 km/h) no Grand Turk.
Antes de o furacão atingir Cuba, as autoridades alertaram sobre a tempestade iminente e os trabalhadores militares alertaram as pessoas para permanecerem dentro de casa. Cerca de 4.000 as pessoas evacuaram a cidade costeira de Isabela em três trens dirigidos especificamente para os residentes. Em Havana, proprietários de negócios garantiram suas propriedades antes da tempestade. A maioria das mortes causadas pelo furacão ocorreu no norte de Cuba. Ventos de mais de 115 mph (185 km/h) afetou o litoral, e Havana relatou ventos máximos de 94 mph (151 km/h). Lá, os ventos derrubaram linhas de força e árvores arrancadas. Ondas altas inundaram seis quarteirões da cidade com até 4 ft (1.2 m) de água, entrando nas caves de algumas casas. A leste de Havana, em Cárdenas, as ondas fortes destruíram o aqueduto, enquanto os ventos fortes danificaram severamente a indústria açucareira local. Uma cidade costeira próxima 32 km (20 mi) leste de Cárdenas foi descrito como sendo "virtualmente nivelado pela tempestade" em reportagens. Em Cienfuegos, ao longo da costa sul, o furacão destruiu muitos navios e cais. Ondas altas arrastaram quatro navios para terra, um dos quais danificou outro navio. Os ventos fortes destruíram centenas de casas e danificaram muitas outras ao longo do caminho da tempestade. Cerca de 100.000 pessoas ficaram desabrigadas, muitas das quais sem alimentos ou suprimentos médicos. No interior do país, o furacão deixou cair chuvas que inundaram rios e cidades. Os danos foram estimados em $ 11 milhões, e um relatório publicado em 2003 indicou que havia cerca de 70 mortes no país; no entanto, relatos de jornais logo após o furacão indicaram que havia cerca de 100 mortes. Após a tempestade, policiais foram destacados para manter a ordem.  Os policiais atiraram e mataram cinco pessoas apanhadas em saques em Havana, embora as mortes não tenham sido incluídas no total de mortos. As autoridades distribuíram caminhões para recolher os cidadãos feridos.
Enquanto o furacão atingiu as Bahamas no final de 30 de agosto, o Departamento de Meteorologia dos Estados Unidos emitiu avisos de tempestade para o sul da Flórida. Dois dias depois, a tempestade atingiu Cuba e passou ao sul do estado, produzindo ventos de pico de 42 mph (68 km/h) em Key West. Os ventos causaram poucos danos; no entanto, as ondas fortes destruíram um paredão e levaram para uma estrada costeira. As ondas altas também afundaram um barco, matando três pessoas.
Três dias antes de o furacão atingir a costa final, funcionários do Weather Bureau em Brownsville emitiram um alerta a todas as estações ao longo da costa do Texas, declarando que era "incerto onde a tempestade tropical no Golfo atingirá a costa, mas todas as pessoas devem ser avisadas permanecer longe de lugares inacessíveis na costa do Texas durante o fim de semana. " O alerta inicial era para evitar que os viajantes estivessem nas praias do Texas no fim de semana do Dia do Trabalho. Como resultado, um funcionário do escritório do Departamento de Meteorologia de Corpus Christi estimou que o aviso "provavelmente salvou milhares de vidas". No início de 4 de setembro cerca de um dia antes do landfall, o Weather Bureau emitiu um alerta de furacão de Corpus Christi para Freeport e avisos de tempestade para outros locais ao longo da costa do Texas. Quando o movimento da tempestade para oeste se tornou mais aparente, o aviso de furacão foi lançado ao norte de Corpus Christi e estendido para o sul até Brownsville. As autoridades em Corpus Christi declararam a lei marcial antes da tempestade e ordenaram a evacuação obrigatória das áreas baixas. Abriram-se abrigos na cidade e muitos negócios fecharam.
Quando a tempestade se moveu pela área, os ventos foram estimados em 90 mph (140 km/h) em Brownsville, com rajadas de 125 mph (201 km/h). Marés altas foram relatadas ao longo da costa, e a onda de tempestade atingiu 13 ft (4.0 m) perto de Brownsville. As marés inundaram porções de Corpus Christi cerca de 3 ft (0.91 m) barcos profundos, naufragando e píeres prejudiciais. Ondas geradas por tempestades destruíram 20 edifícios em um assentamento. A tempestade destruiu o passadiço da Ilha do Padre até Flour Bluff, e havia mais de 40 brechas na ilha, algumas com até uma milha de largura. A tempestade trouxe fortes chuvas do sul do Texas até o nordeste do México, pico de mais de 380 mm (15.0 in) em uma estação perto de Mercedes ; o total foi um dos quatro recordes de precipitação de 24 horas estabelecidos pela tempestade. As chuvas da tempestade e dois furacões anteriores levaram a um grande aumento nas espécies de borboletas tropicais em toda a área. Em todo o Vale do Rio Grande, os fortes ventos destruíram cerca de 90% da safra de citrinos. No geral, o furacão deixou $ 16,9 milhões em danos e 40 mortes, principalmente no condado de Cameron.   No entanto, nenhuma das mortes ocorreu em Brownsville ou Corpus Christi, o que foi creditado ao aviso prévio. Os danos foram menores do que o esperado em Corpus Christi, e muitos proprietários de empresas que perderam receitas enviaram cartas de reclamação à sede do Weather Bureau; no entanto, o Bureau determinou que as evacuações e advertências eram justificadas devido à ameaça da tempestade.